# El Carrascal (stanice metra v Madridu)
El Carrascal (plným názvem španělsky Estación de El Carrascal) je stanice metra v Madridu, která se nachází v jižní aglomeraci města. Stanice má výstup do ulic Avenida Rey Juan Carlos I a Avenida Bélgica ve městě Leganés.
Jedná se o stanici linky metra 12. Stanice je pojmenována po čtvrti, ve které se nachází. Funguje jako terminál autobusové dopravy, tzv. intercambiador.
Stanice vznikla v rámci výstavby linky 12 a byla otevřena 11. dubna 2003 zároveň s celou linkou. Stanice se nachází v tarifní zóně B1.

## Fotogalerie

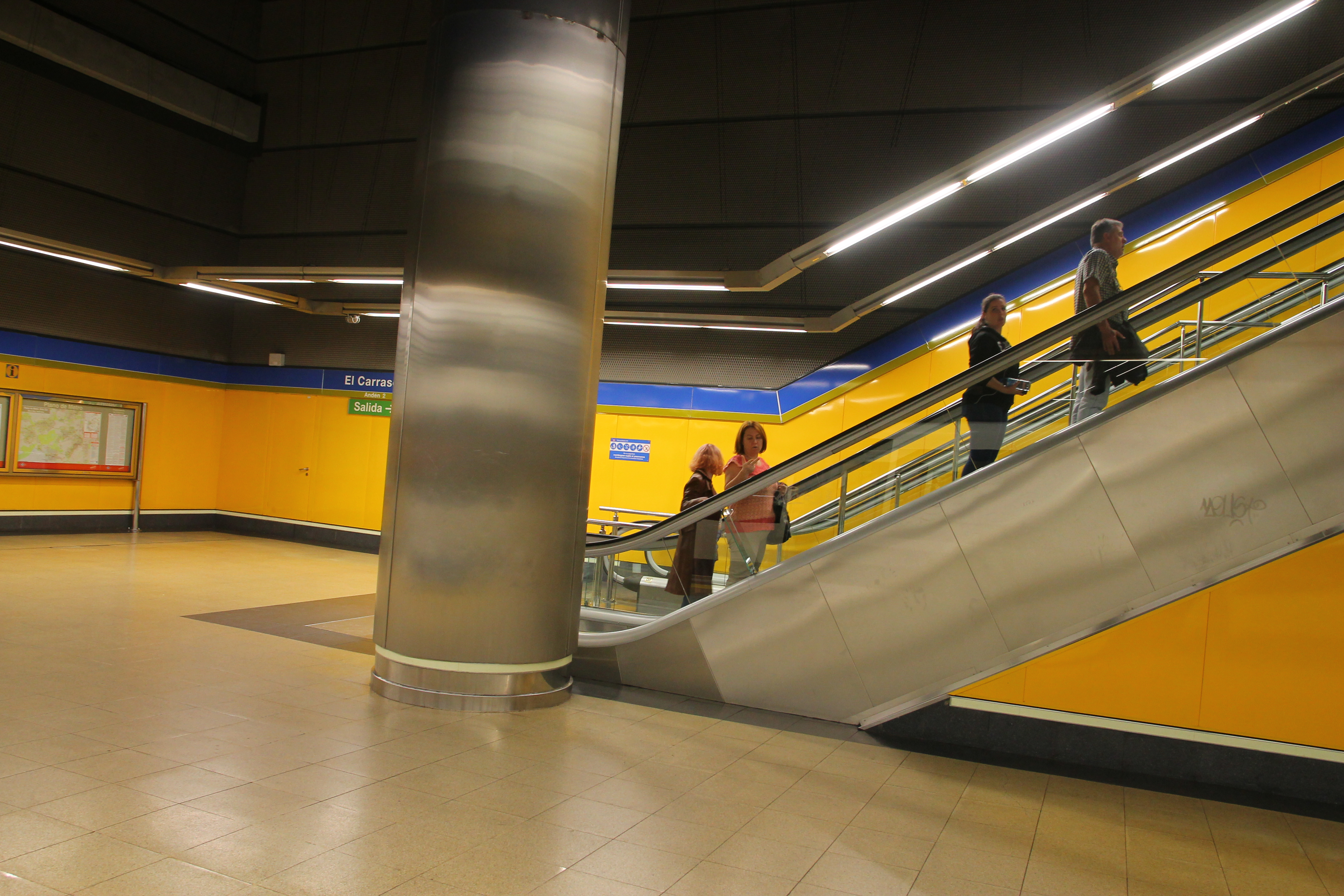
Nástupiště stanice
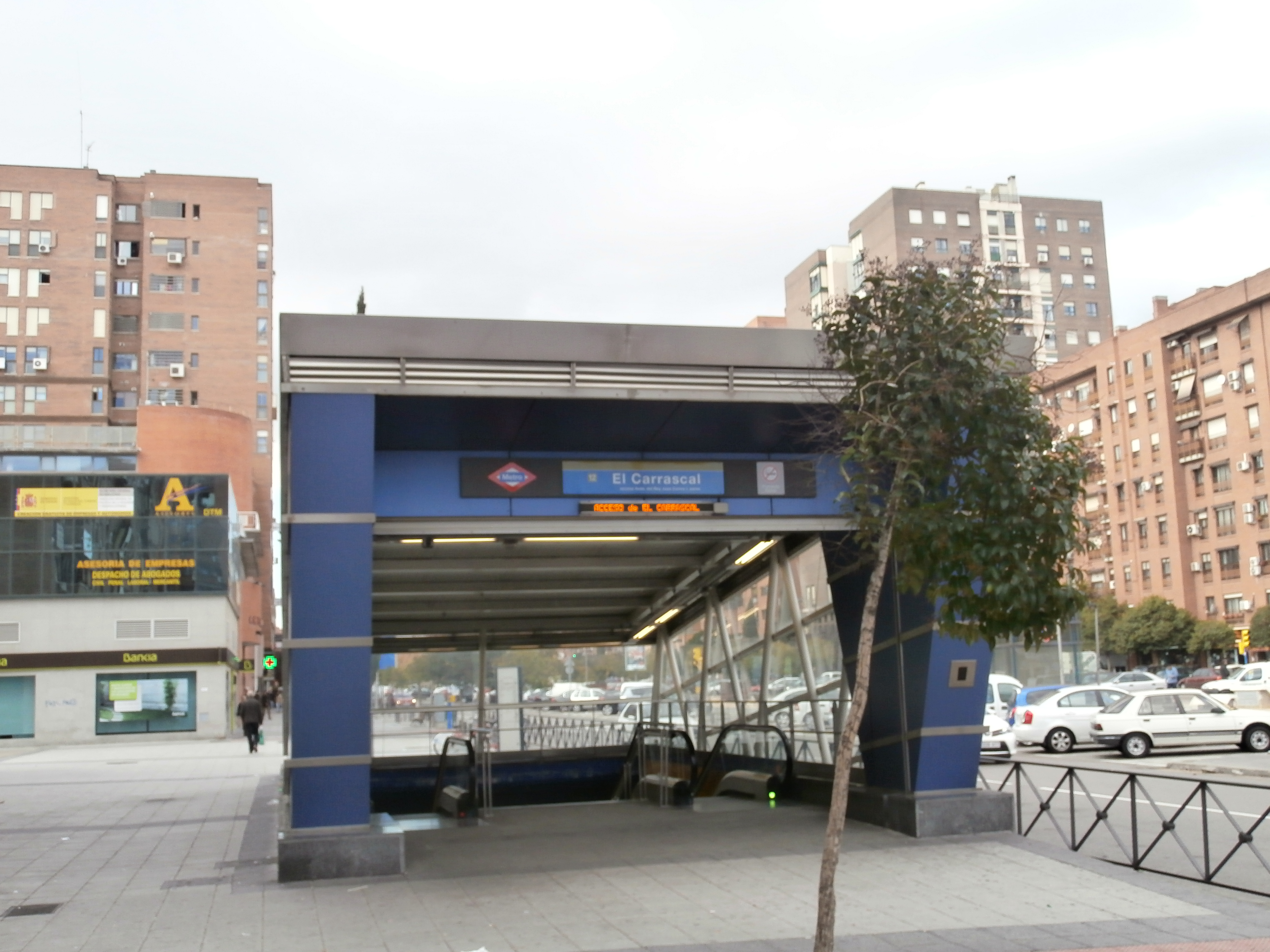
Vstup do stanice